# Anthospermum paniculatum
Anthospermum paniculatum là một loài thực vật có hoa trong họ Thiến thảo. Loài này được Cruse mô tả khoa học đầu tiên năm 1825.